# Dapanoptera
Dapanoptera is een muggengeslacht uit de familie van de steltmuggen (Limoniidae).

## Soorten
- D. auroatra (Walker, 1864)
- D. candidata (Alexander, 1942)
- D. carolina (Edwards, 1932)
- D. cermaki (Theischinger, 1996)
- D. fascipennis de Meijere, 1913
- D. gressittiana (Alexander, 1962)
- D. hipmilta (Theischinger, 1994)
- D. latifascia (Walker, 1865)
- D. meijereana (Alexander, 1942)
- D. percelestis (Alexander, 1959)
- D. perdecora (Walker, 1861)
- D. plenipennis (Walker, 1865)
- D. richmondiana Skuse, 1896
- D. torricelliana (Alexander, 1947)
- D. toxopaeana (Alexander, 1959)
- D. versteegi de Meijere, 1915
- D. virago (Alexander, 1959)